# Nyaruhandazi
Nyaruhandazi är ett periodiskt vattendrag i Burundi.   Det ligger i provinsen Makamba, i den södra delen av landet, 120 km sydost om huvudstaden Bujumbura.
Omgivningarna runt Nyaruhandazi är en mosaik av jordbruksmark och naturlig växtlighet. Runt Nyaruhandazi är det ganska tätbefolkat, med 80 invånare per kvadratkilometer.